# Prionostemma
Prionostemma is een geslacht van hooiwagens uit de familie Sclerosomatidae.
De wetenschappelijke naam Prionostemma is voor het eerst geldig gepubliceerd door Pocock in 1903. 

## Soorten
Prionostemma omvat de volgende 114 soorten:
- Prionostemma acentrus
- Prionostemma acuminatus
- Prionostemma albimanum
- Prionostemma albipalpe
- Prionostemma albofasciatum
- Prionostemma andinum
- Prionostemma arredoresium
- Prionostemma atrorubrum
- Prionostemma aureolituratum
- Prionostemma aureomaculatum
- Prionostemma aureopictum
- Prionostemma aureum
- Prionostemma azulanum
- Prionostemma barnardi
- Prionostemma bicolor
- Prionostemma bidens
- Prionostemma biolleyi
- Prionostemma bogotanum
- Prionostemma boliviense
- Prionostemma bryantae
- Prionostemma ceratias
- Prionostemma circulatum
- Prionostemma coloripes
- Prionostemma coriaceum
- Prionostemma coronatum
- Prionostemma corrugatum
- Prionostemma coxale
- Prionostemma crosbyi
- Prionostemma cubanum
- Prionostemma dentatum
- Prionostemma duplex
- Prionostemma efficiens
- Prionostemma elegans
- Prionostemma farinae
- Prionostemma ferrugineum
- Prionostemma festae
- Prionostemma fichteri
- Prionostemma flavicoxale
- Prionostemma foveolatum
- Prionostemma frizzellae
- Prionostemma frontale
- Prionostemma fulginosum
- Prionostemma fulvibrunneum
- Prionostemma fulvum
- Prionostemma fuscamaculata
- Prionostemma genufuscum
- Prionostemma glieschi
- Prionostemma hadrus
- Prionostemma henopoeus
- Prionostemma heterus
- Prionostemma hondurasium
- Prionostemma ignavus
- Prionostemma insculptum
- Prionostemma insulare
- Prionostemma intermedium
- Prionostemma laminus
- Prionostemma laterale
- Prionostemma leucostephanon
- Prionostemma limbatum
- Prionostemma limitatum
- Prionostemma lindbergi
- Prionostemma lubeca
- Prionostemma luteoscutum
- Prionostemma magnificum
- Prionostemma martiniquem
- Prionostemma mediobrunneum
- Prionostemma melicum
- Prionostemma melloleitao
- Prionostemma mentiens
- Prionostemma meridionale
- Prionostemma minimum
- Prionostemma minutum
- Prionostemma montanum
- Prionostemma nevermanni
- Prionostemma nigranale
- Prionostemma nigrifrons
- Prionostemma nigrithorax
- Prionostemma nigrum
- Prionostemma nitens
- Prionostemma panama
- Prionostemma perlucidum
- Prionostemma peruvianum
- Prionostemma piceum
- Prionostemma plaumanni
- Prionostemma pulchra
- Prionostemma referens
- Prionostemma reticulatum
- Prionostemma retusum
- Prionostemma richteri
- Prionostemma riveti
- Prionostemma ruschii
- Prionostemma scintillans
- Prionostemma seriatum
- Prionostemma serrulatum
- Prionostemma simplex
- Prionostemma soaresi
- Prionostemma socialis
- Prionostemma spinituber
- Prionostemma splendens
- Prionostemma sulfureum
- Prionostemma surinamense
- Prionostemma synaptus
- Prionostemma taciatum
- Prionostemma tekoma
- Prionostemma transversale
- Prionostemma tristani
- Prionostemma turki
- Prionostemma umbrosum
- Prionostemma usigillatum
- Prionostemma victoriae
- Prionostemma vittatum
- Prionostemma wagneri
- Prionostemma waltei
- Prionostemma yungarum